# Тедер, Хиллар
Хиллар Тедер (эст. Hillar Teder; род. 10 сентября 1962, Таллин ЭССР, СССР) — эстонский бизнесмен, девелопер, ведущий свою деятельность в Эстонии, Латвии, России и Украине. Является мажоритарным акционером Arricano Real Estate Plc.
В 2011—2012 годах возглавлял рейтинг самых богатых людей Эстонии экономического издания «Деловой день» (эст. Äripäev), с 2013—2015 — находится в TOP-5 ежегодного рейтинга.

## Биография
Родился 10 сентября 1962 года в Таллине в преподавательской семье. В 1980-м оканчивает Таллинскую научную школу (Tallinna Reaalkool), в 1986-м — Таллинский политехнический институт (инженер-механик).
Начало предпринимательской деятельности Хиллара Тедера приходится на начало 90-х, когда совместно с автомобильным центром «Лада» было создано предприятие «Мега Авто», специализирующиеся на продаже автомобилей в России. Бизнес-интересы распространялись и на торговлю автомобилями Audi и Peugeot в Эстонии и Honda в Латвии. В 1994 Тедер приватизирует автоцентр «Лада» в Таллине.
В 1995 году, совместно с партнёрами Дмитрием Коржевым и Дмитрием Троицким в Санкт-Петербурге основал компанию Мултон по производству соков. Запуск торговых марок «Добрый», RICH, «Моя семья» делает компанию лидером в отрасли и привлекает внимание Coca-Cola, которая в 2005 году приобретает Мултон за $501 млн.
Следующий этап в предпринимательской деятельности — девелопмент. В 1997 году начинается строительство крупнейшего в Таллине торгово-развлекательного центра Rocca al Mare (площадь 35 тыс. м²), который финансировался международным банком SEB Bank. Центр начал свою работу в 1998-м году. Офисное здание получило называют «Башня Audi»..
В 2001 году создает один из первых в Эстонии технопарков, проданный им в 2005 году.
Хиллар Тедер является сооснователем и владельцем одного из крупнейших продуктовых ретейлеров в России, сети магазинов «О’Кей» (группа компаний «О’кей» основана и зарегистрирована в Санкт-Петербурге в 2001 году). Открыв первый гипермаркет в 2002 году, по состоянию на 2015-й сеть представлена в 27 крупнейших городах России 111 торговыми комплексами.
Является акционером девелоперской компании Arricano, одной из крупнейших на Украине (Sky Mall, «РайОн», «Проспект» в Киеве, «Солнечная Галерея» в Кривом Роге, City Mall в Запорожье, «Южная Галерея» в Симферополе). На торговой площадке AIM Лондонской фондовой биржи в 2013 году состоялось первое послекризисное публичное размещение акций украинской девелоперской компании IPO Arricano Real Estate (рыночная капитализация при размещении — около 24 млн дол.)

В 2015 году стартовал новый проект — масштабное строительство современного торгово-офисного комплекса Porto Franco в Таллине (площадь 40 тыс. м²).

## Скандалы
Обвинялся поставщиками ритейлов в банкротстве украинской сети «О’Кей» (осенью 2012 года предприниматели выходили на пикет посольства Эстонии на Украине). Инцидент был исчерпан мировым соглашением между комитетом кредиторов и ретейлером «О’кей Украина».
Между Хилларом Тедером и бизнесменом Андреем Адамовским разгорелся конфликт относительно схемы владения ТРЦ Sky Mall По соглашению 2010 года компания Адамовского выделяла финансирование на достройку торгового центра взамен на 50%+1 акцию с правом Arricano на обратный выкуп пакета за $51,4 млн. В ноябре 2010 года договор опциона был расторгнут. В октябре 2015 года Высокий суд правосудия подтвердил решение Лондонского международного арбитражного суда, подтверждающего право компании Arricano на выкуп доли в проекте ТРЦ Sky Mall.
Имя Хиллара Тедера упоминается наравне с Велло Кунманом (владелец компании Silikaat Grupp), Виллу Рейльяном (советник мэра, экс-политик), Айвар Туулбергом (владелец Rand&Tuulberg) в контексте коррупционного скандала со взятками мэру Таллина Эдгару Сависаару. Следствие располагает информацией о неоднократном получении взятки Эдгаром Сависааром в 2014—2015 годах в виде имущества и льгот. Фактов причастности бизнесменов не представлено.
В начале январе 2021 года государственная прокуратура и полиция безопасности Эстонии заподозрили Хиллара Тедера в коррупционных схемах. Согласно подозрению, Хиллар Тедер договорился с Михаилом Корбом о пожертвовании до одного миллиона евро Центристской партии Эстонии перед выборами в местные органы власти. Взамен Михаил Корб должен был организовать право на строительство автостоянки на земле Таллинна в пользу развития девелоперского проекта Порто Франко. Кроме того, Хиллар Тедер согласился дать взятку Керсти Крахт за то, что последняя будет использовать свое положение советника министра финансов для обеспечения благоприятных решений для Порто Франко при использовании антикризисных мер KredEx. Тедер и Крахт также подозреваются в сговоре по отмыванию денег с целью сокрытия взятки Тедером.
14 января 2021 года Харьюский уездный суд арестовал Хиллара Тедера и Керсти Крахт на два месяца.